# Клейтън (Айдахо)
Клейтън (на английски: Clayton) е град в окръг Къстър, щата Айдахо, САЩ. Клейтън е с население от 27 жители (2000) и обща площ от 0 km². Намира се на 1673 m надморска височина. ЗИП кодът му е 83227, а телефонният му код е 208.